# Neuberg an der Mürz
Neuberg an der Mürz is een gemeente (marktgemeinde) in de Oostenrijkse deelstaat Stiermarken en maakt deel uit van het district Bruck-Mürzzuschlag. Op 1 januari 2022 telde Neuberg an der Mürz 2356 inwoners. Daarvan woonden er 232 in het dorp zelf. Dat is gelegen aan de Mürz, zo'n 10 km stroomopwaarts van Mürzzuschlag.
Het Stift Neuberg (een voormalig cisterciënzer klooster in het dorp) heeft als een van de weinige Oostenrijkse kloosters het middeleeuwse karakter in grote mate weten te behouden.
In 2015 werd Neuberg an der Mürz uitgebreid met Altenberg an der Rax, Kapellen en Mürzsteg.
Stadsgemeenten:
Bruck an der Mur · Kapfenberg · Kindberg · Mariazell · Mürzzuschlag

Marktgemeenten:
Aflenz · Breitenau am Hochlantsch · Krieglach · Langenwang · Neuberg an der Mürz · Sankt Barbara im Mürztal · Sankt Lorenzen im Mürztal · Sankt Marein im Mürztal · Thörl · Turnau

Overige gemeenten:
Pernegg an der Mur · Spital am Semmering · Stanz im Mürztal  · Tragöß-Sankt Katharein
- Bibliothèque nationale de France: cb152958296 (data)
- Gemeinsame Normdatei: 4218416-2
- MusicBrainz: 6c068241-2eed-41a6-9e87-2c3ebd09b2c2
- Nationale Bibliotheek van Tsjechië: ge475614
- Virtual International Authority File: 238430313
- WorldCat: E39PBJfh4RDvMyJbx6PvQfxbh3